# Ktheju tokës
Ktheju tokës è un singolo della cantante albanese Jonida Maliqi, pubblicato l'8 marzo 2019 da RTSH e distribuito da Universal Music Group.
Il brano, dopo aver vinto il 57° Festivali i Këngës, ha rappresentato l'Albania all'Eurovision Song Contest 2019, classificandosi al 17º posto nella finale dell'evento con 90 punti.

## Descrizione
Il brano si presenta come una sentimental ballad, interamente scritta in albanese, volta a sottolineare l'aumento della diaspora albanese, ossia il movimento di cittadini che decide di emigrare in altri paesi, oltre che ad essere un invito al ritorno nella madrepatria (in questo caso l'Albania). La stessa cantante ha rivelato, a margine della propria vittoria al Festivali i Këngës, di come la canzone nasconda anche un lato personale, poiché la sorella vive a Cipro.
Sono distinguibili in sottofondo il fyell brezi (un tipo di flauto), la gusla e il davul, strumenti tipici della musica albanese.
O njeri që zemrën le peng

Ktheju tokës tënde

Ti e di një zemër të pret»
Uomo che hai lasciato il tuo cuore [lì] in ostaggio

Ritorna alla tua terra

Sai che c'è un cuore che ti aspetta»
Il titolo è traducibile con "Ritorna alla tua terra", riassuntivo del significato del testo che invita coloro che stanno fuggendo o sono fuggiti in passato a ritornare alla madrepatria, dove hanno "lasciato il cuore".

### Video musicale
Il video musicale, registrato a Stoccolma, in Svezia, è stato pubblicato il 10 marzo 2019 sul canale ufficiale YouTube dell'Eurovision Song Contest, seguito l'11 marzo da un altro video con la traduzione inglese del testo, pubblicato sul canale dell'emittente albanese RTSH.
Nel video sono alternati spezzoni della cantante, vestita con un lungo abito color tanno, e di alcuni bambini che tentano di fuggire da una prigione di arbusti e rami e da una zona di guerra. La cantante, secondo un'interpretazione pubblicata dal sito Wiwibloggs, impersona quindi una madre disperata alla ricerca del figlio, che fugge correndo da guerra e distruzione.
Con l'uscita del video musicale è stato pubblicato anche un nuovo arrangiamento, diretto da Enis Mullaj, Eriona Rushiti e Sokol Marsi.

### All'Eurovision Song Contest
Il brano ha partecipato alla 57ª edizione del Festivali i Këngës, il principale festival musicale albanese che funge da selezione nazionale per l'Albania all'Eurovision Song Contest. Tra le quattordici canzoni selezionate dalla giuria per la finale del 23 dicembre 2018, è risultata la più votata dai nove giurati, aggiudicandosi così la vittoria e il diritto di rappresentare le Due Aquile all'Eurovision Song Contest 2019 di Tel Aviv, Israele.
Pur decidendo di proporre un revamp del brano, in modo tale da ridurne la durata che da regolamento non deve superare i tre minuti, la cantante ha deciso di mantenere, come accaduto l'anno precedente, sia il titolo che il testo interamente in albanese.
Dopo essersi qualificata dalla seconda semifinale del 16 maggio, si è esibita per 2ª nella finale del 18 maggio successivo, classificandosi 17ª su 26 partecipanti con 90 punti totalizzati, di cui 47 dal televoto e 43 dalle giurie. È risultata la vincitrice del televoto di Italia e Macedonia del Nord.

## Tracce
Streaming
Testi e musiche di Eriona Rushiti.
1. Ktheju tokës – 3:14

Ktheju Tokës (Eurovision 2019 - Albania)
Testi e musiche di Eriona Rushiti.
1. Ktheju Tokës (Eurovision 2019 - Albania) – 3:05
2. Ktheju Tokës (Eurovision 2019 - Albania) (versione karaoke) – 3:05